# Silvan
Silvan je moško osebno ime.

## Izvor imena
Ime Silvan je različica moškega osebnega imena Silvester.

## Pogostost imena
Po podatkih Statističnega urada Republike Slovenije je bilo na dan 31. decembra 2007 v Sloveniji število moških oseb z imenom Silvan: 219.

## Osebni praznik
V koledarju je ime  Silvan zapisano 20. februarja (Silvan, mučenec) in 5. maja.